# DCU Elite Team
DCU Elite Team er en betegnelse for et dansk elitecykelhold registreret hos Danmarks Cykle Union. I landevejscykling for seniorer er det niveauet lige under UCI kontinentalholdene.
Der er mulighed for ti typer af teams:
- Landevej herre eliteteam
- Landevej dame eliteteam
- Landevej herre U23-team
- Landevej herre juniorteam
- Landevej dame juniorteam
- MTB-team
- Cykelcross-team
- Bane-team
- BMX-team
- Gravel-team

## Landevejscykling
Et DCU landevej herre og dame eliteteam består af mindst fire ryttere med A-licens. Der må maksimum være tilknyttet 16 ryttere til et DCU landevej eliteteam.

### Hold i 2025

#### Herrer
| Hold                                          | Moderklub                          | Teammanager            |
| --------------------------------------------- | ---------------------------------- | ---------------------- |
| CeramicSpeed Aros Forsikring Herning CK Elite | Herning Cykle Klub                 | Martin Mortensen       |
| Team CO:PLAY-Giant Store                      | Amager Cykle Ring og ABC København | Jesper Thiesen         |
| Team Aalborg-Sparekassen Danmark              | Aalborg Cykle-Ring                 | Brian Egeberg Pedersen |
| Team Cranks                                   | Klampenborg CC                     | Mathias Krigbaum       |
| Reffen Tscherning Elite Cycling               | Ordrup Cycle Club                  | Palle Campagner        |

| Hold                                           | Moderklub                                                   | Teammanager                  |
| ---------------------------------------------- | ----------------------------------------------------------- | ---------------------------- |
| CeramicSpeed Aros Forsikring Herning CK Junior | Herning Cykle Klub                                          | Niklas Eg                    |
| DBC-Ballerup Cycling Team Junior               | DBC Ballerup                                                | Heidi Lund                   |
| Team IMPROV-Giant Store-CEC Junior             | Amager Cykle Ring, Hvidovre Cykle Klub og Lyngby Cycle Club | Torsten Bak                  |
| Team Nyt Syn by Fialla - U19                   | Cykling Odense                                              | Anders Fialla                |
| Team Uno-X - Carl Ras Roskilde Junior          | Roskilde Cykle Ring                                         | Michael Kisum                |
| Team Aalborg Talent-Sparekassen Danmark        | Aalborg Cykle-Ring                                          | Carl Chrstian Møller Thiesen |
| Team Kvickly Odder Junior                      | Odder Cykel Klub                                            | Steen Halle                  |
| Tscherning Cycling Academy                     | Ordrup Cycle Club og Cykleklubben FIX Rødovre               | Mathias Ivan Veile Hansen    |

#### Damer
| Hold                                  | Moderklub                          | Teammanager              |
| ------------------------------------- | ---------------------------------- | ------------------------ |
| Team Aalborg-Sparekassen Danmark Dame | Aalborg Cykle-Ring                 | Lars Balle               |
| Team Friis ABC ACR                    | ABC København og Amager Cykle Ring | Lasse Buur Brandt Heisel |
| Team Sydbank Quooker Njord Law        | Ordrup Cycle Club                  | Torkil Høg               |
| Team SCC Women Elite                  | Roskilde Cykle Ring                | Tim Eckeroth             |

| Hold                          | Moderklub        | Teammanager      |
| ----------------------------- | ---------------- | ---------------- |
| Team Nyt Syn by Fialla - U19P | Cykling Odense   | Anders Fialla    |
| Team Rytger Carl Ras          | Odder Cykel Klub | Morten Ravnkilde |

## Banecykling

### Hold i 2025
| Hold                                               | Moderklub      | Teammanager  |
| -------------------------------------------------- | -------------- | ------------ |
| STARK – Peter Ellegaard Track Team powered by SANA | Cykling Odense | Anders Fynbo |

## Gravel

### Hold i 2025
| Hold                | Moderklub               | Teammanager      |
| ------------------- | ----------------------- | ---------------- |
| Willing Able Racing | Mountainbike Club Vejle | Klaus P. Nielsen |